# Dòlops
Els dòlops (en grec antic: Δόλοπες, llatí: Dŏlŏpes) eren una tribu de l'antiga Grècia que habitava les regions de la Grècia central entre Etòlia, Tessàlia i l'Epir, i limitava amb els atamans al nord, els tessalis a l'est, els etolis al sud i els amfílocs a l'oest. Eren governats per un rei, que inicialment fou tributari de Tessàlia i més endavant del Regne de Macedònia. El seu territori s'anomenava Dolòpia.